# 7人制ラグビー男子香港代表
7人制ラグビー男子香港代表（7にんせいラグビーだんしほんこんだいひょう、英語: Hong Kong national rugby sevens team）は、国際大会に派遣される7人制ラグビーの男子香港代表チームである。
ワールドラグビーセブンズシリーズ、ラグビーワールドカップセブンズなどに出場している。

## 歴史
1997年のラグビーワールドカップセブンズで初めて中国人の選手が選ばれた。
その後2018年、第18回アジア競技大会決勝で日本代表を破り金メダル獲得。

## 成績

### 夏季オリンピック
| 年   | ラウンド  | 順位     | 試       | 勝       | 負       | 分       |
| ---- | --------- | -------- | -------- | -------- | -------- | -------- |
| 2016 | 出場なし  | 出場なし | 出場なし | 出場なし | 出場なし | 出場なし |
| 2021 | 出場なし  | 出場なし | 出場なし | 出場なし | 出場なし | 出場なし |
| 計   | 優勝 0 回 | 0/2      | 0        | 0        | 0        | 0        |

### ワールドカップ
| 年   | ラウンド             | 順位 | 試 | 勝 | 負 | 分 |
| ---- | -------------------- | ---- | -- | -- | -- | -- |
| 1993 | グループステージ敗退 | 17   | 5  | 1  | 4  | 0  |
| 1997 | プレート準優勝       | 10   | 7  | 4  | 3  | 0  |
| 2001 | ボウル準々決勝敗退   | 21   | 6  | 0  | 6  | 0  |
| 2005 | ボウル準々決勝敗退   | 21   | 6  | 0  | 6  | 0  |
| 2009 | ボウル準決勝敗退     | 19   | 5  | 1  | 4  | 0  |
| 2013 | ボウル準々決勝敗退   | 21   | 4  | 1  | 3  | 0  |
| 2018 | ボウル準優勝         | 18   | 4  | 2  | 2  | 0  |
| 計   | 優勝 0回             | 7/7  | 37 | 9  | 28 | 0  |

### ワールドゲームズ
| 年   | ラウンド      | 順位     | 試       | 勝       | 負       | 分       |
| ---- | ------------- | -------- | -------- | -------- | -------- | -------- |
| 2001 | 出場なし      | 出場なし | 出場なし | 出場なし | 出場なし | 出場なし |
| 2005 | 出場なし      | 出場なし | 出場なし | 出場なし | 出場なし | 出場なし |
| 2009 | 7位決定戦敗北 | 8        | 6        | 0        | 6        | 0        |
| 2013 | 5位決定戦勝利 | 5        | 5        | 3        | 2        | 0        |
| 計   | 優勝 0 回     | 2/4      | 11       | 3        | 8        | 0        |

## 直近大会の代表スコッド
1. マックス・ウッドワード (C)
2. ベン・リメネ
3. レイフ・モリソン
4. マイケル・カヴァデール
5. ヒューゴ・スタイルズ
6. 李卡度
7. ジェイミー・フッド
8. ジャック・ネヴィル
9. アレックス・マックイーン
10. リアム・ハーバード
11. ラッセル・ウェッブ
12. マックス・デンマーク

(C)はキャプテン